# 卢卡·阿尔尼
卢卡·阿尔尼（法語：Luca Aerni，1993年3月27日—），瑞士男子高山滑雪运动员。他曾代表瑞士参加2014年、2018年和2022年冬季奥林匹克运动会高山滑雪比赛，获得一枚金牌。